# Сражение при Джонстауне
Сражение при Джонстауне (англ. Battle of Johnstown) — сражение между британскими солдатами, рейнджерами и мохоками, с одной стороны, и американскими ополченцами и воинами онайда, с другой, состоявшееся 25 октября 1781 года на месте современного города Джонстаун во время Войны за независимость США. Отряд британцев и ирокезов совершил нападение на поселения в долине Мохок, но силы американских ополченцев под руководством полковника Маринуса Уиллетта смогли остановить продвижение отряда и вынудили его вернуться назад. Сражение было последним крупным вооружённым конфликтом в долине Мохок во время войны.